# Lemahbang Kulon
Lemahbang Kulon is een bestuurslaag in het regentschap Banyuwangi van de provincie Oost-Java, Indonesië. Lemahbang Kulon telt 3174 inwoners (volkstelling 2010).